# Edwin M. Lee
Edwin Mah Lee (chinês tradicional: 李孟賢, chinês simplificado: 李孟贤, pinyin: Lǐ Mèngxián; 5 de maio de 1952 — 12 de dezembro de 2017) foi um advogado e político dos Estados Unidos. Serviu como 43º prefeito de São Francisco, Califórnia, de 2011 a 2017. Ele foi nomeado pela Câmara de Supervisores de São Francisco em 11 de janeiro de 2011 para cumprir o restante do mandato de Gavin Newsom, que renunciou para assumir o cargo de vice-governador da Califórnia. Quando foi nomeado prometeu não concorrer na eleição de novembro de 2011, mas mais tarde ele decidiu participar da eleição. Lee ganhou a eleição em 8 de novembro de 2011 e seu mandato acaba em 2015.
Lee foi o primeiro prefeito chinês da história de São Francisco, bem como o primeiro asiático-americano eleito para o cargo. Antes de ser nomeado prefeito, foi administrador da cidade.
Ed Lee faleceu em 12 de dezembro de 2017, vítima de uma parada cardiorrespiratória.